# Geschichten aus der Heimat
Geschichten aus der Heimat ist eine deutsche Anthologie-Serie, die von 1983 bis 1994 in der ARD lief. Jede der 30 Folgen bestand aus zwei bis vier abgeschlossenen Geschichten aus einer bestimmten Region.
Es spielten unter anderem Gustl Bayrhammer, Eva Maria Bauer, Katharina Brauren, Liesel Christ, Ruth Drexel, Hannelore Elsner, Helga Feddersen, Robert Giggenbach, Walter Giller, Nicole Heesters, Diether Krebs, Manfred Krug, Hardy Krüger, Bruni Löbel, Marie-Luise Marjan, Michaela May, Willy Millowitsch, Heinz Reincke, Michael Roll, Barbara Rudnik, Tana Schanzara, Klaus Schwarzkopf, Ingrid Steeger, Manfred Steffen,  Günter Strack, Bernd Tauber, Nadja Tiller, Luise Ullrich, Günther Ungeheuer, Sybille Waury, Eleonore Weisgerber, Elmar Wepper, Elisabeth Wiedemann, Judy Winter, Moritz Zielke und Billie Zöckler.